# Arquitectura industrial

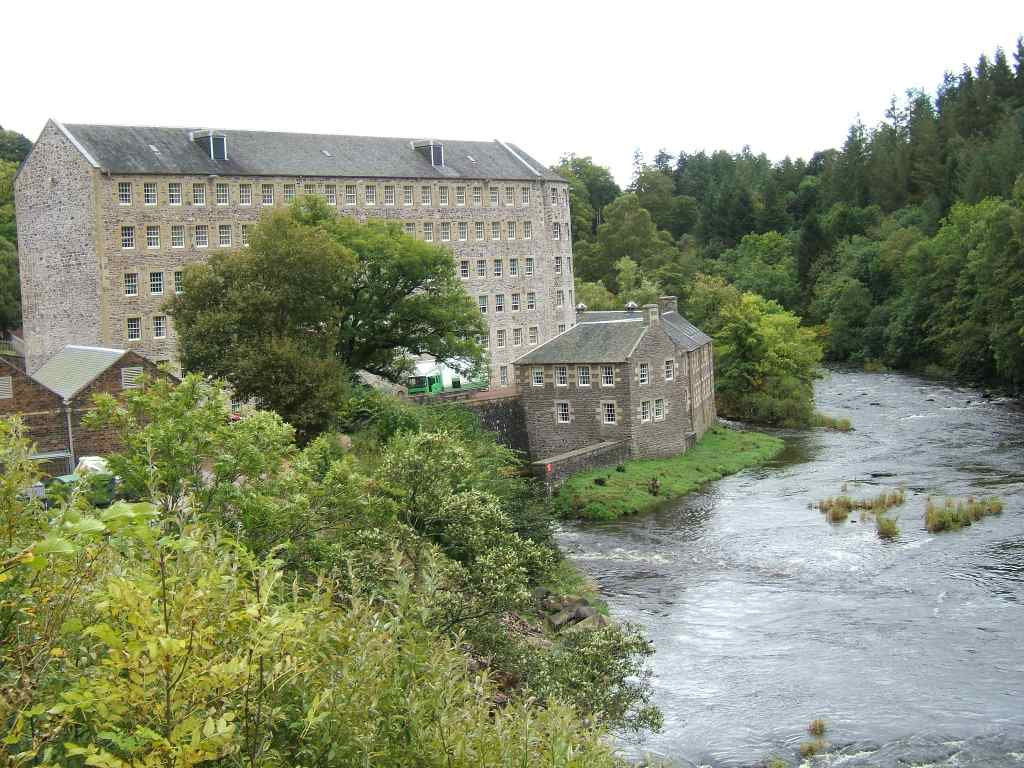
New Lanark, fábricas textiles y residencias obreras a orillas del río Clyde, complejo fundado en 1786 y desarrollado desde 1800 por Robert Owen con criterios socialistas utópicos.

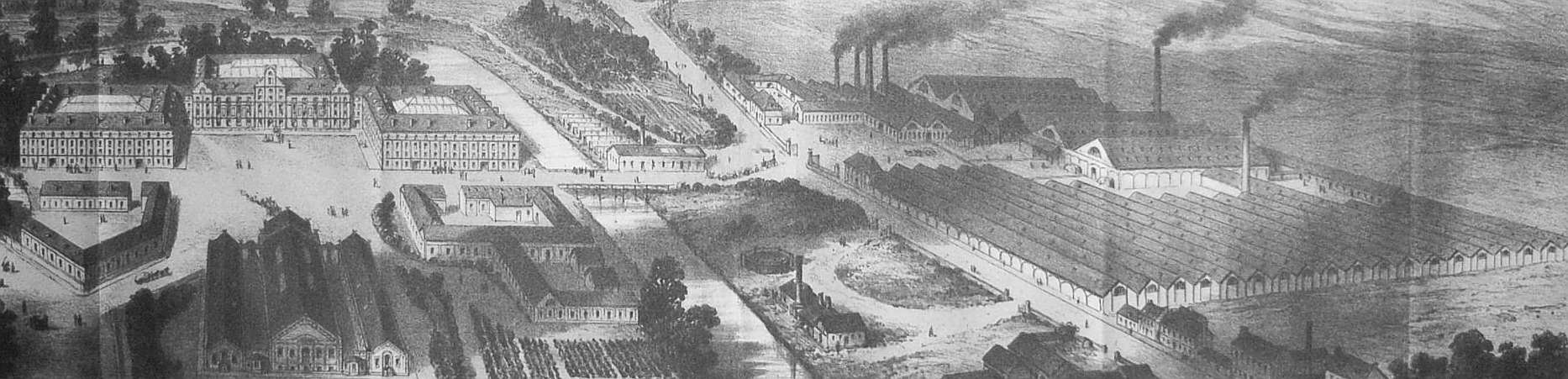
Familistère, Guise, Jean-Baptiste André Godin, 1856.

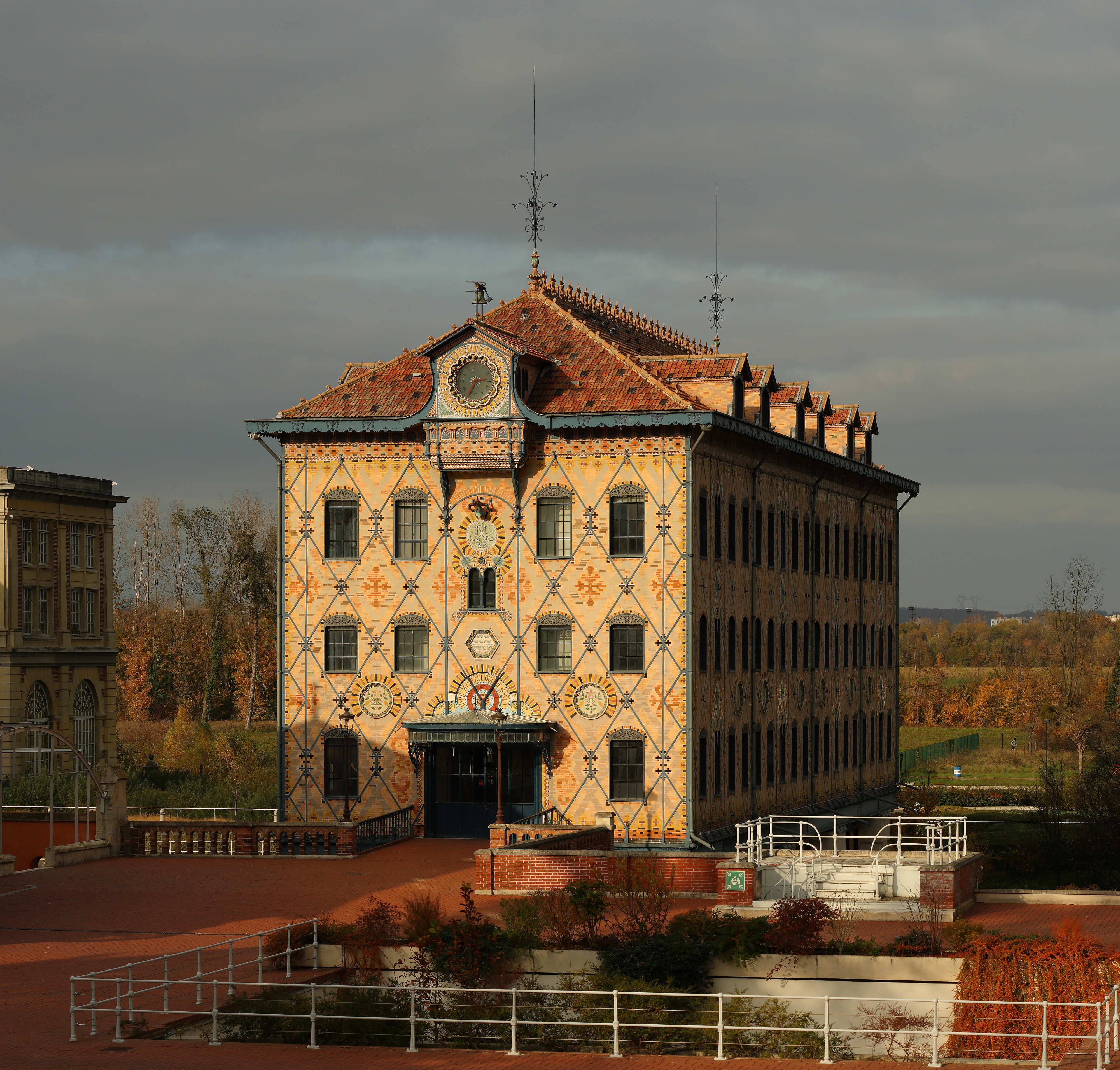
Moulin Saulnier, inicialmente un molino de agua (Jules Saulnier, 1872), fue el primer edificio del mundo con una estructura metálica visible. Actualmente es parte de la chocolatera Menier (Noisiel, Francia).

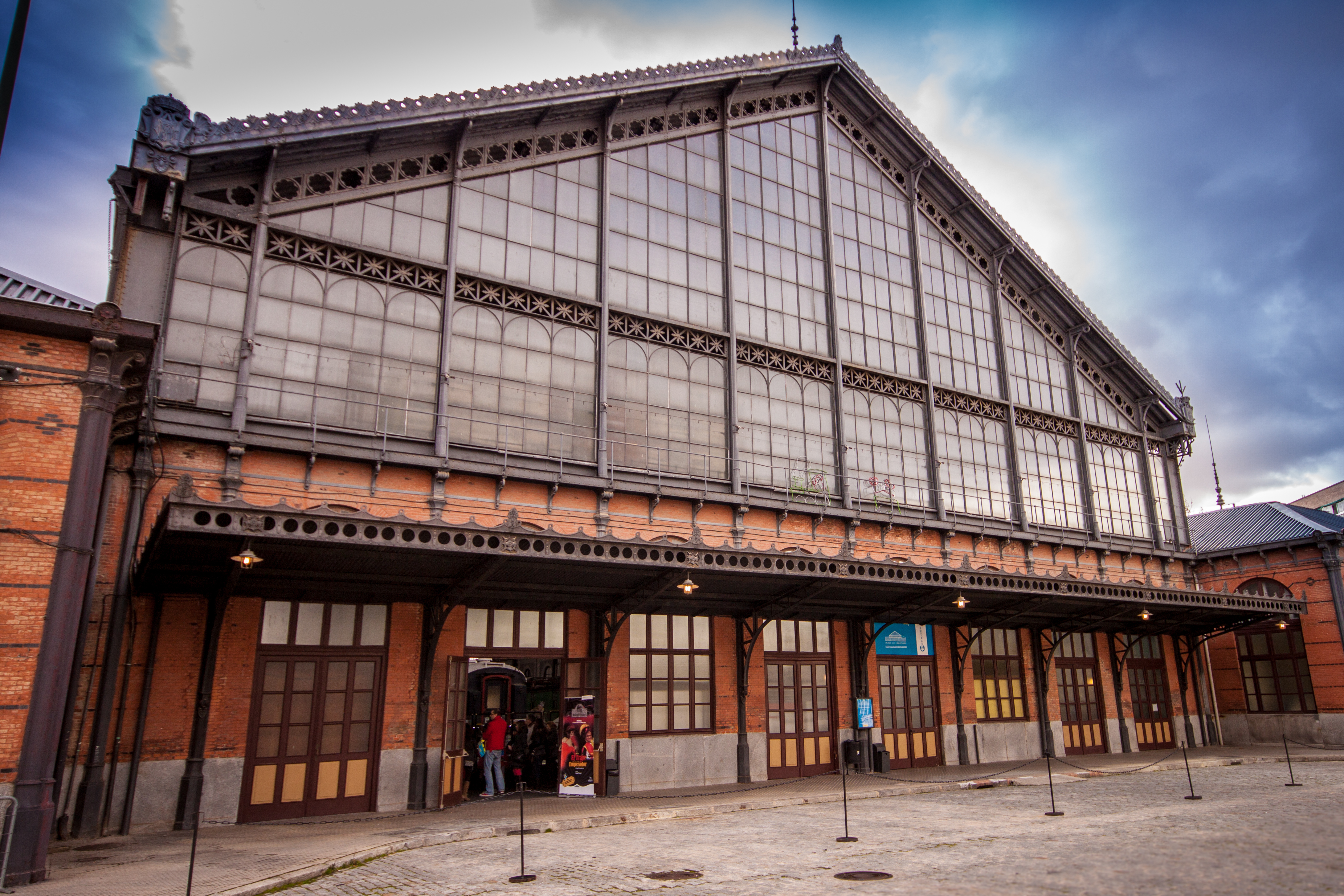
Estación de Delicias (Madrid), de Émile Cacheliévre, 1879. Actualmente acoge el Museo del Ferrocarril y el Museo Nacional de Ciencia y Tecnología.

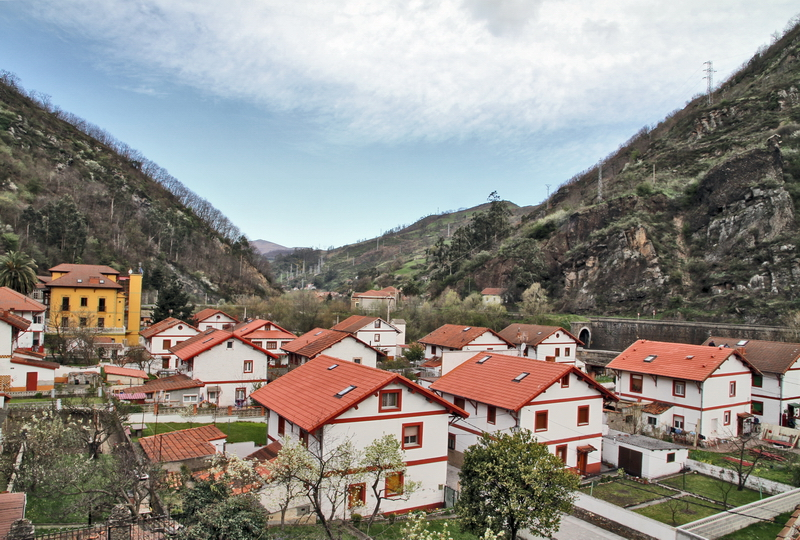
Poblado minero de Bustiello (Asturias, España).

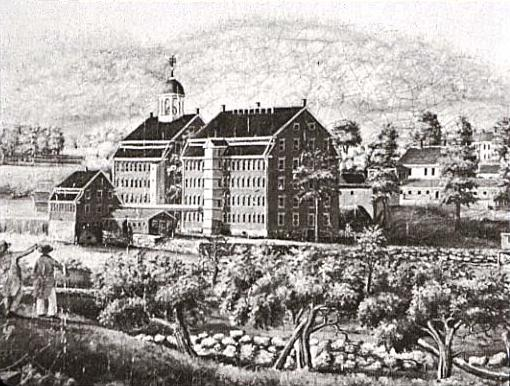
Boston Manufacturing Company, propiedad de Francis Cabot Lowell (1813).

Arquitectura industrial es el diseño y construcción de edificios con una función industrial.
El deslindamiento de campos entre la arquitectura y la ingeniería es una cuestión no resuelta, de modo que es común considerar que esta actividad forma parte de la ingeniería industrial (que más propiamente es el diseño y construcción de la maquinaria), de la ingeniería civil (que más propiamente es el diseño y construcción de la infraestructura de los transportes y comunicaciones) o de la ingeniería de minas (en el ámbito de la minería).
En la época preindustrial hubo algunos edificios de función industrial, destacadamente los molinos y otros edificios de almacenamiento y procesamiento agroindustrial (bodegas, cervecerías, almazaras, silos, pósitos, etc.) y de la industria naval (antigua -instalaciones de grandes puertos, como Ostia, Alejandría o Cesarea Marítima- y medieval -Atarazanas Reales de Barcelona, Arsenal de Venecia-). Las manufacturas reales propias de la fase colbertiana del mercantilismo exigieron la construcción de ciertas instalaciones industriales, que en algunos casos se hicieron con criterios de monumentalidad (Gobelines de París, Porcelana de Augarten, Real Fábrica de Tabacos de Sevilla) que llegaron a extremos de arquitectura visionaria (Salinas Reales de Arc-et-Senans, Claude-Nicolas Ledoux, 1775).
Con la Revolución industrial los edificios industriales (talleres, fábricas y naves industriales, chimeneas, torres de plomo, acerías, refinerías, centrales energéticas, estaciones ferroviarias, almacenes e instalaciones portuarias, hangares, etc.) cobraron un gran protagonismo, y se caracterizaron por la aplicación de las nuevas tecnologías (arquitectura del hierro y ferrovítrea) en principio la arquitectura inmediata a la industria (fábricas, estaciones de ferrocarriles, exposiciones, etc.) se alejó de su naturaleza expresiva o simbólica y la llevó hasta los límites del más estrecho utilitarismo, por lo que en muchos casos son pioneros de las innovaciones constructivas, conceptuales e incluso estéticas de la arquitectura contemporánea. En París, el proyecto inmobiliario de la rue des Immeubles-Industriels (1973) fue uno de los primeros ejemplos de un nuevo tipo de edificio industrial (llamado Immeuble industriel en francés) que albergaba a la vez talleres industriales y apartamentos. La Torre Eiffel es un ejemplo destacado de arquitectura industrial monumental. La Bauhaus y el Movimiento Moderno se aplicaron a todo tipo de edificaciones industriales desde el segundo tercio del siglo XX.
Las construcciones de las ciudades se vieron afectadas por tres factores: los cambios tecnologìcos ,sociales y econòmicos.Este proceso de cambio genera una diferencia en el pensamiento de la poblaciòn.La revoluciòn industrial es el comienzo del cambio dentro del àrea urbana, donde se pensaba en diseñar una ciudad más para la sociedad trabajadora, y el propio urbanismo, con planteamientos que iban desde la represión (workhouses) al liberalismo manchesteriano, el utopismo, el paternalismo industrial o el comunismo soviético. Criterios posteriores de planificación urbana e industrial llevaron al diseño de polígonos industriales.De esta manera la ciudad empieza a tomar otra forma y empieza a hacer uso de los nuevos materiales de construcciòn como el hierro ,el acero ,el hormigòn y el vidrio.
Desde finales del siglo XX, la revolución tecnológica, la terciarización y la deslocalización, que afectaron decisivamente a las industrias maduras de los países desarrollados (desindustrialización), fueron haciendo perder la identidad "industrial" tanto de las regiones industriales como de la arquitectura industrial, indistinguible en la actualidad de las construcciones comerciales o educativas y de investigación (campus tecnológicos, Silicon Valley).
El abandono de muchas instalaciones industriales ha causado la decadencia de algunas ciudades (Detroit) o proporcionado la oportunidad de renovar amplias zonas urbanas (Bilbao). Desde el punto de vista intelectual, ha generado un campo de estudio relativamente reciente, la arqueología industrial, que también es una oportunidad para la puesta en valor, conservación y recuperación del patrimonio industrial, y con él de una parte importante de la memoria histórica de las comunidades en las que estas instalaciones se desarrollaron.

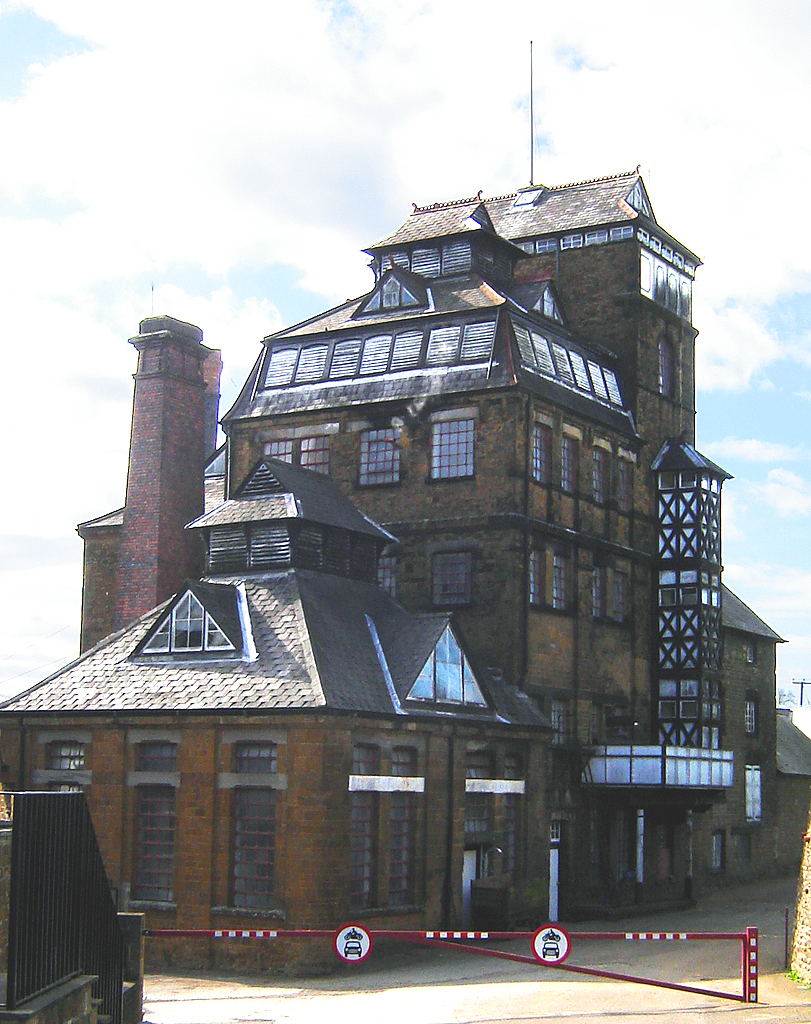
Hook Norton Brewery,[11] cervecería de época victoriana (fundada en 1849), del tipo tower brewerie ("cervecería de torre", donde todas las fases del proceso se suceden de forma sistemática de arriba abajo).
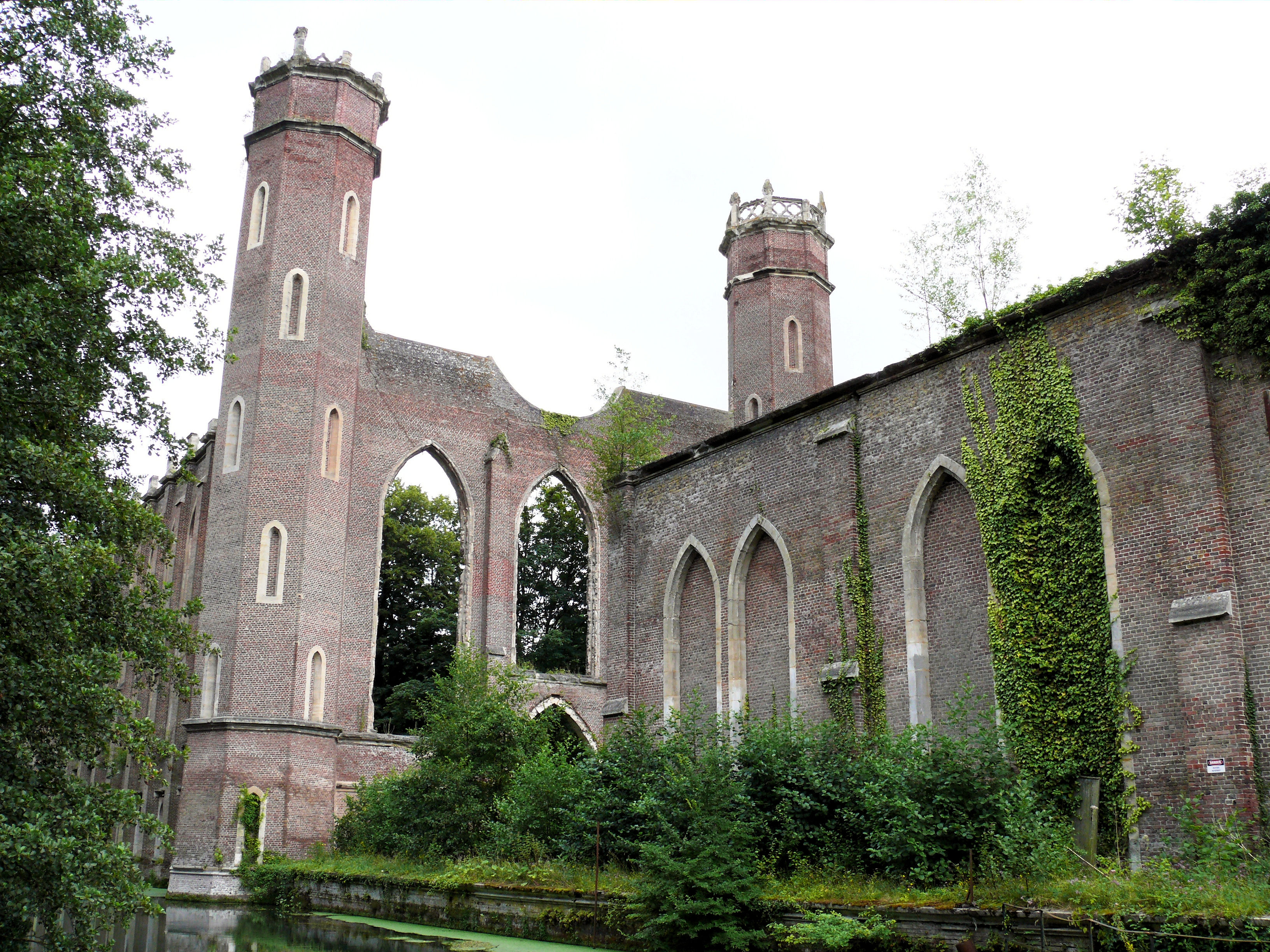
Filature Levavasseur[12] en Pont-Saint-Pierre (Eure, France), una fábrica de hilaturas construida en estilo "victoriano", 1860.
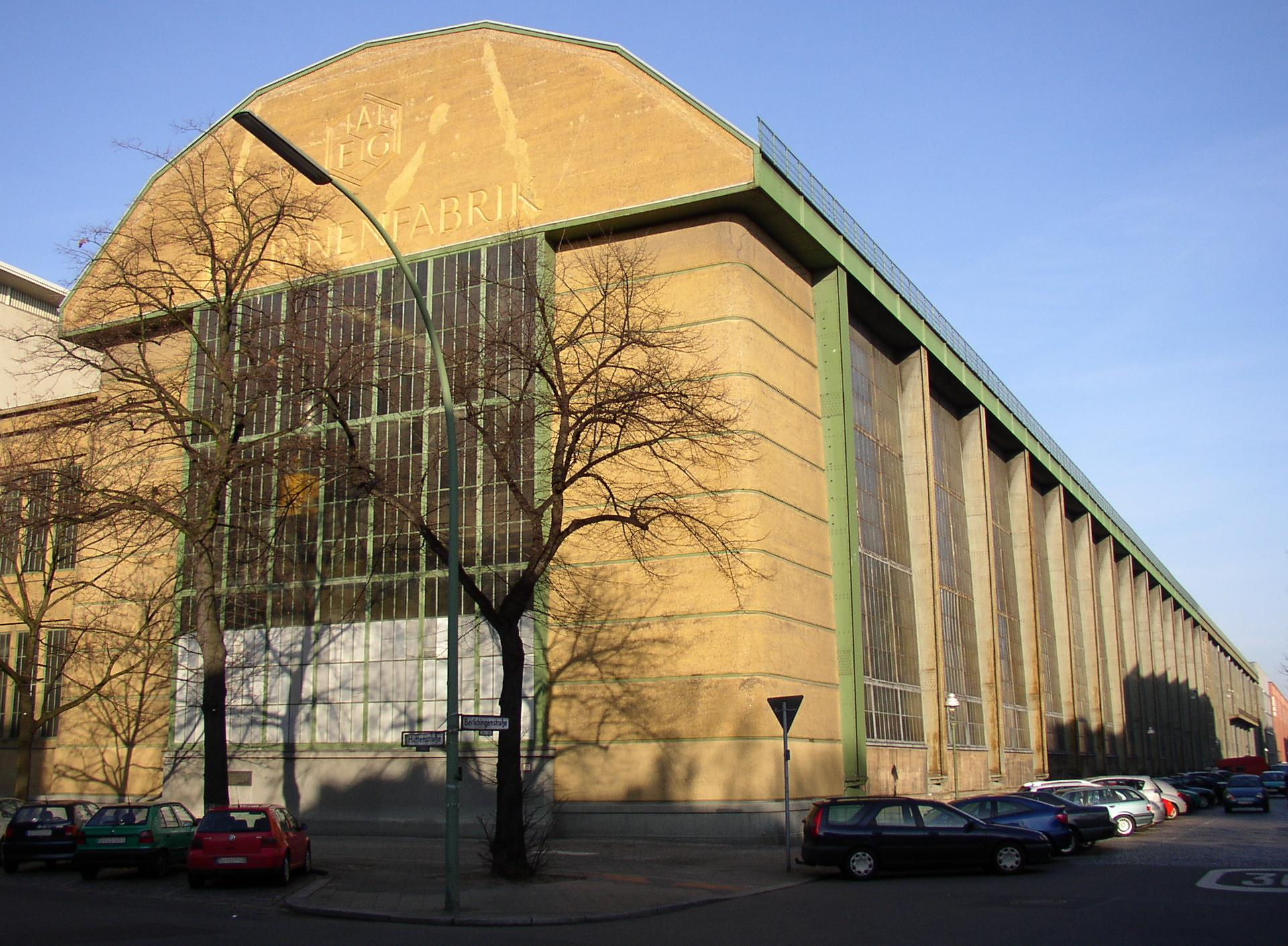
AEG, Berlín, Peter Behrens 1909.
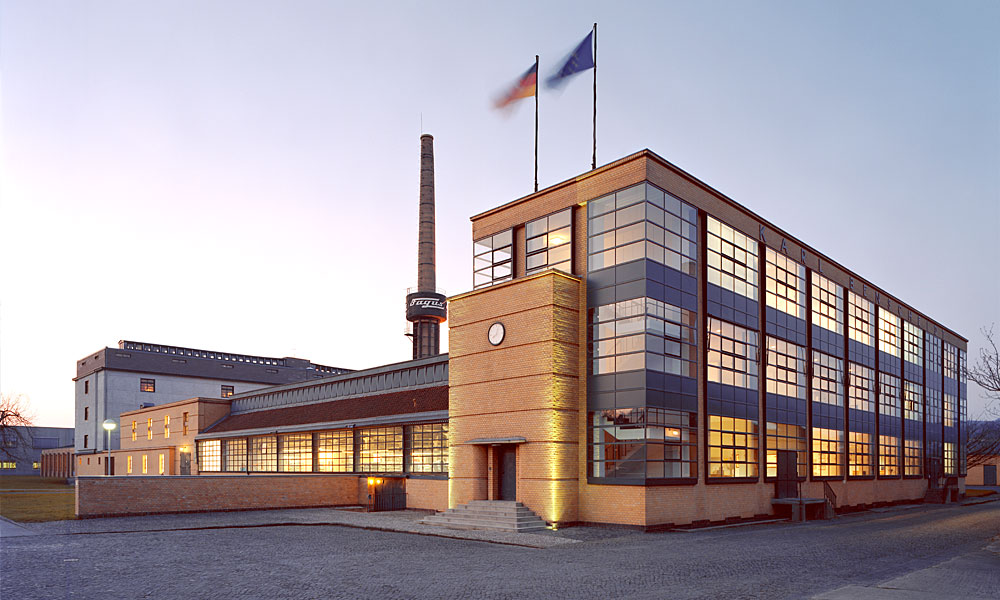
Fábrica Fagus, Walter Gropius, 1910.
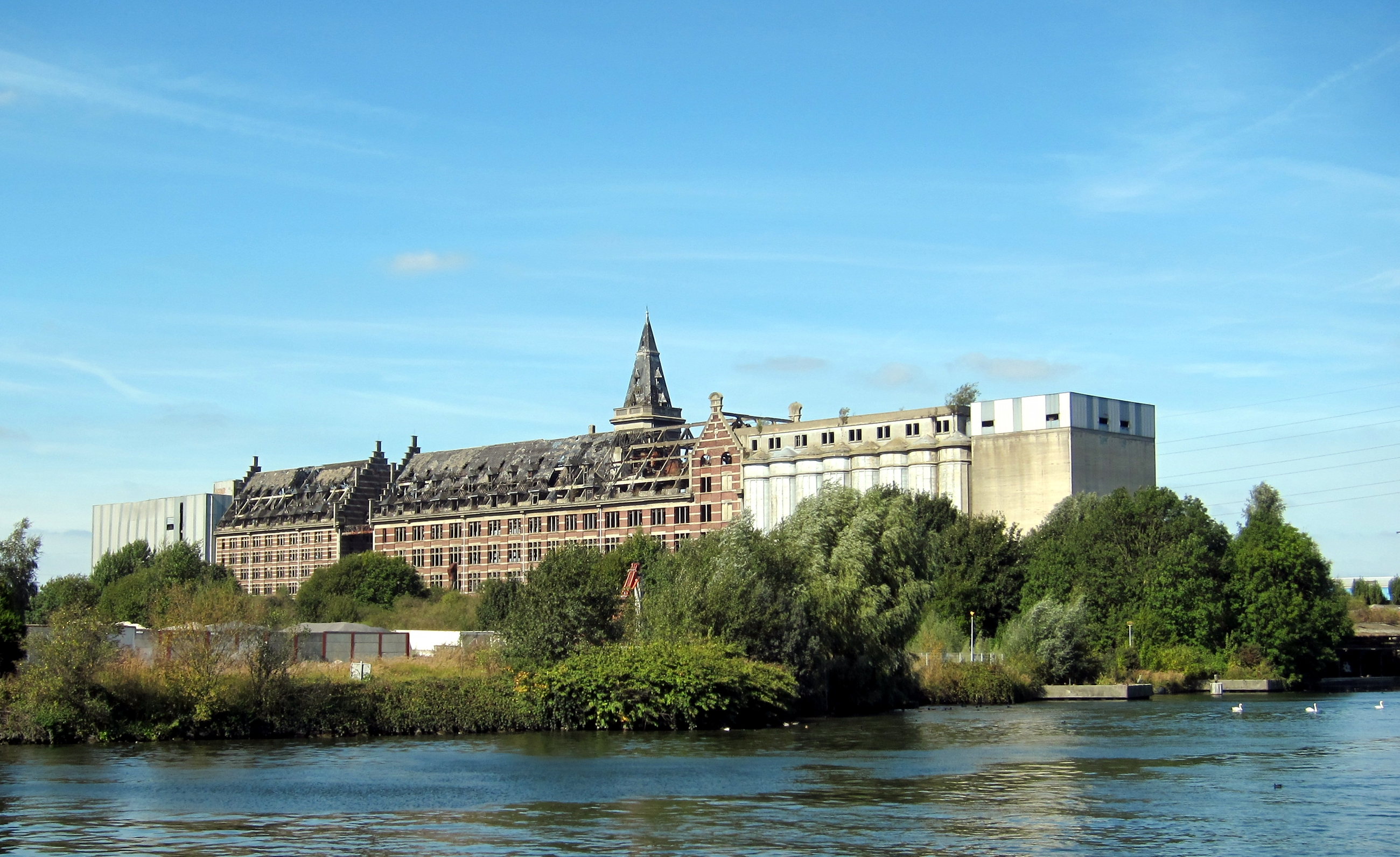
Grands moulins, Marquette-lez-Lille, 1922, arquitectura historicista.
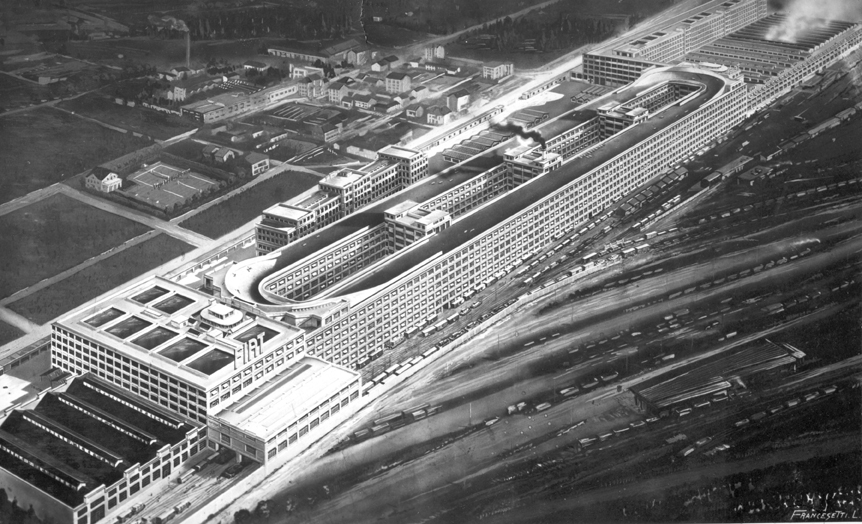
FIAT, Turín, Giacomo Mattè Trucco, 1922.
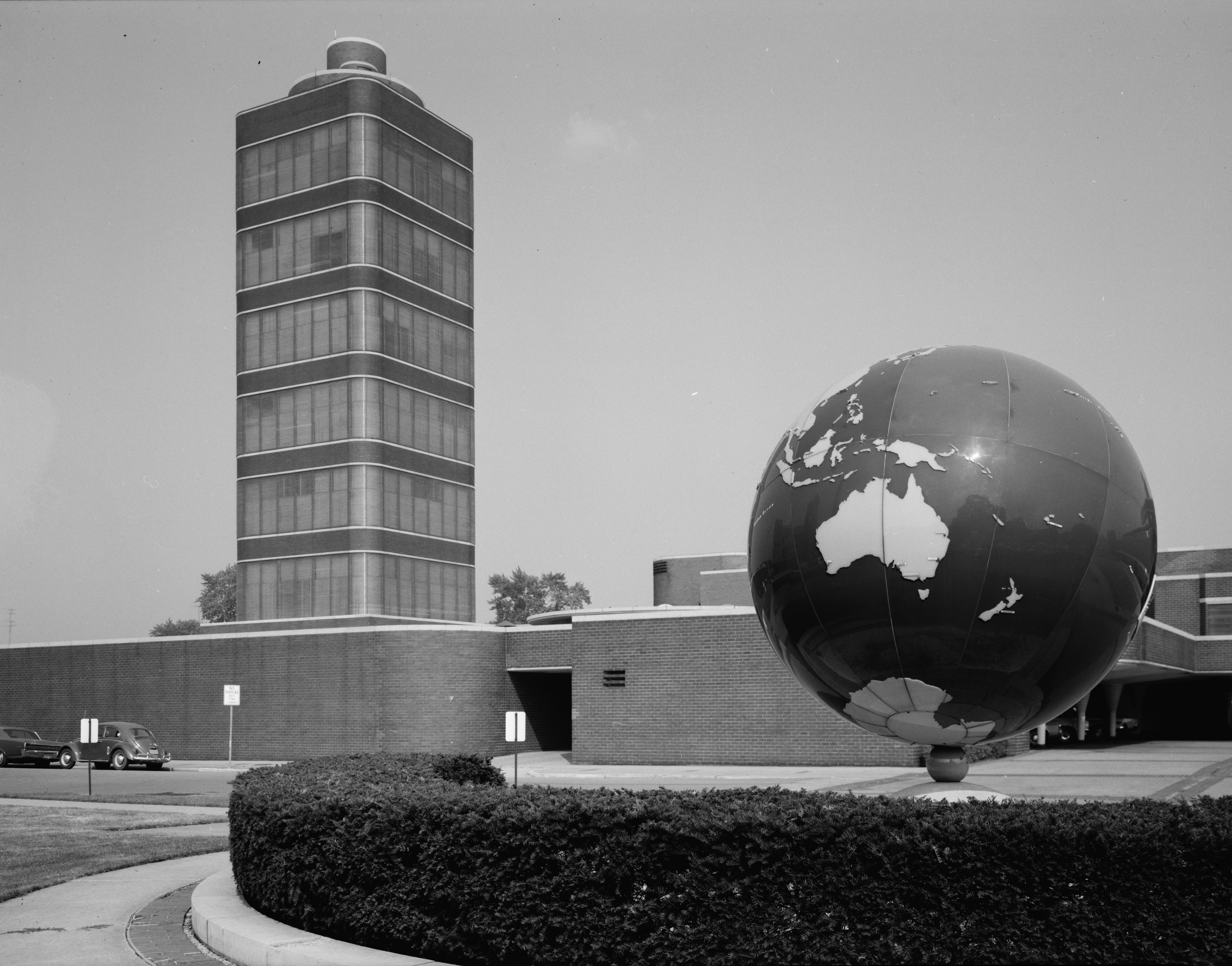
Sede de la Johnson Wax, Racine (Wisconsin), Frank Lloyd Wright 1936.
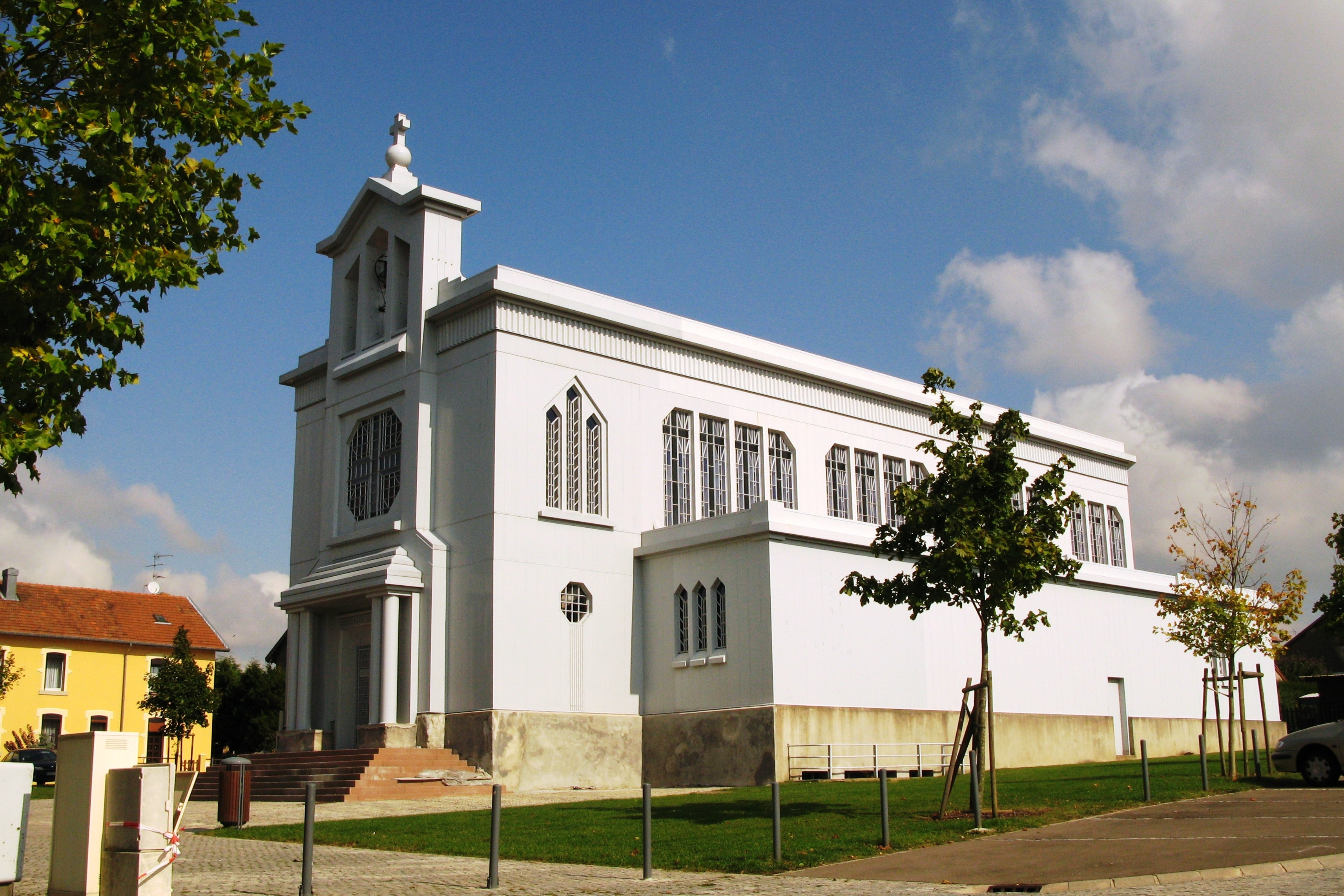
Iglesia de Sainte-Barbe de Crusnes[13] (Lorena), pórticos en acero y chapa, 1939, prototipo de la Société de Wendel para la exportación.
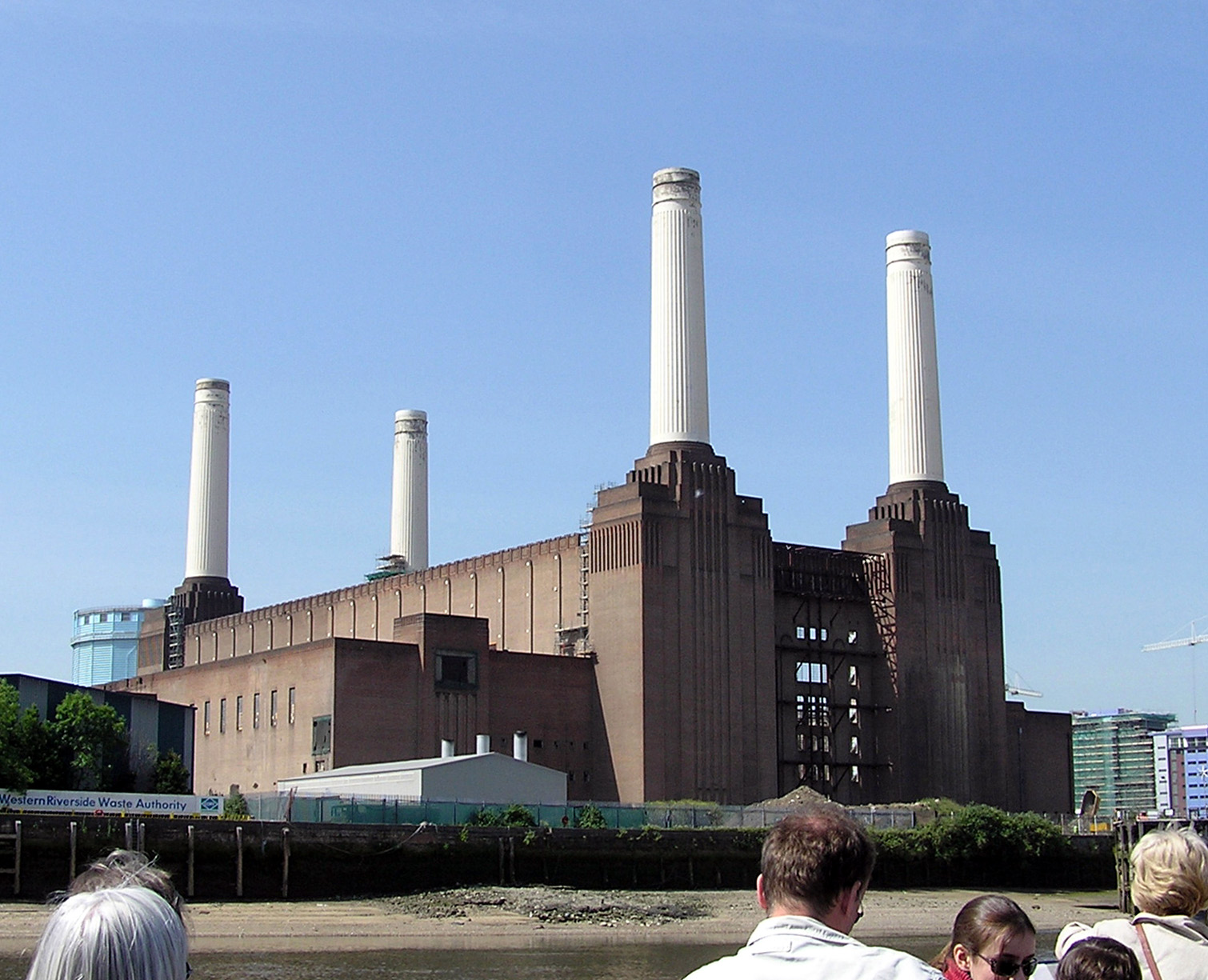
Central eléctrica Battersea, Londres, 1929-1955 (a pesar de las ampliaciones, se conserva el diseño original).
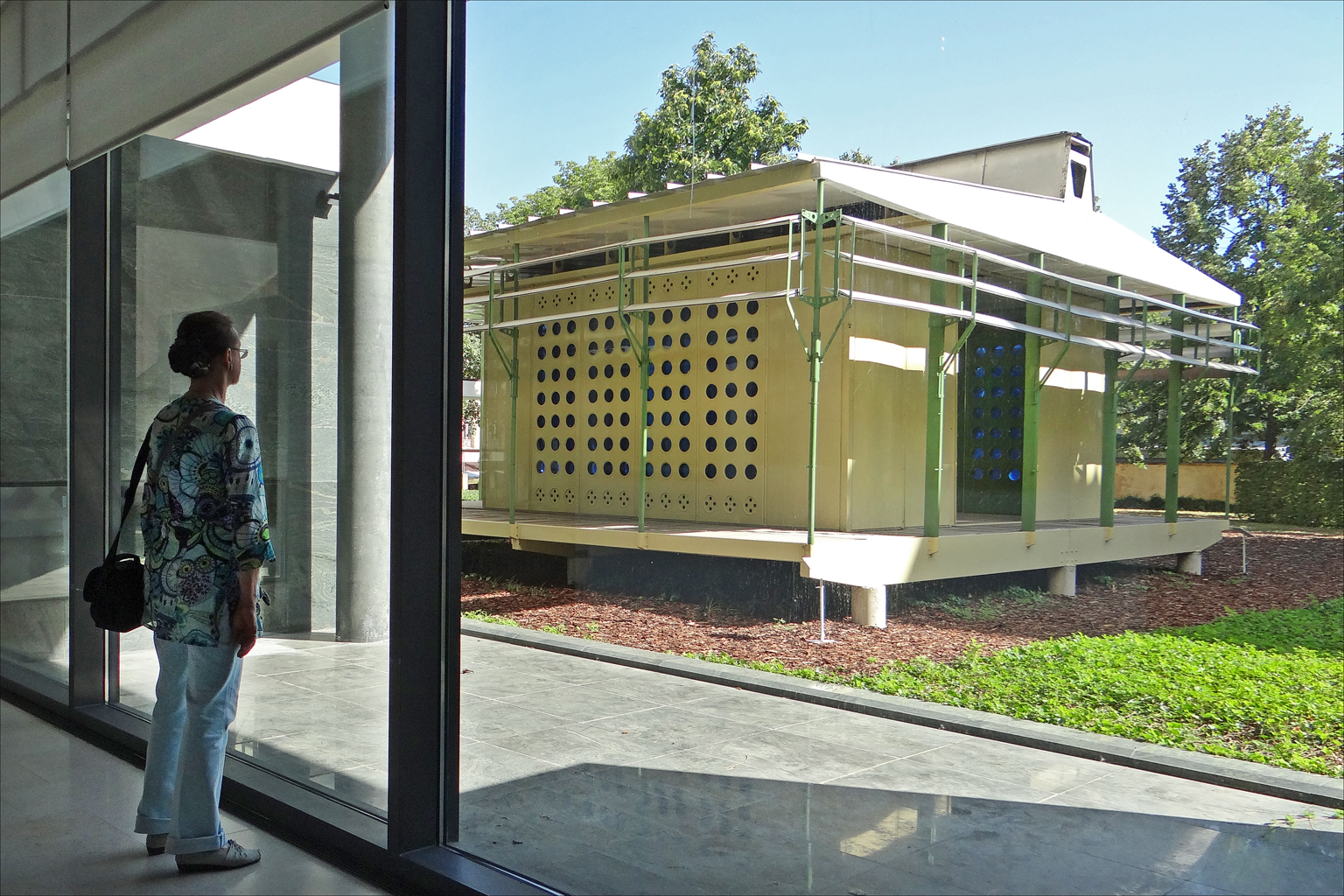
Maison tropicale assemblée, de Jean Prouvé, acero, aluminio y madera, 1951.
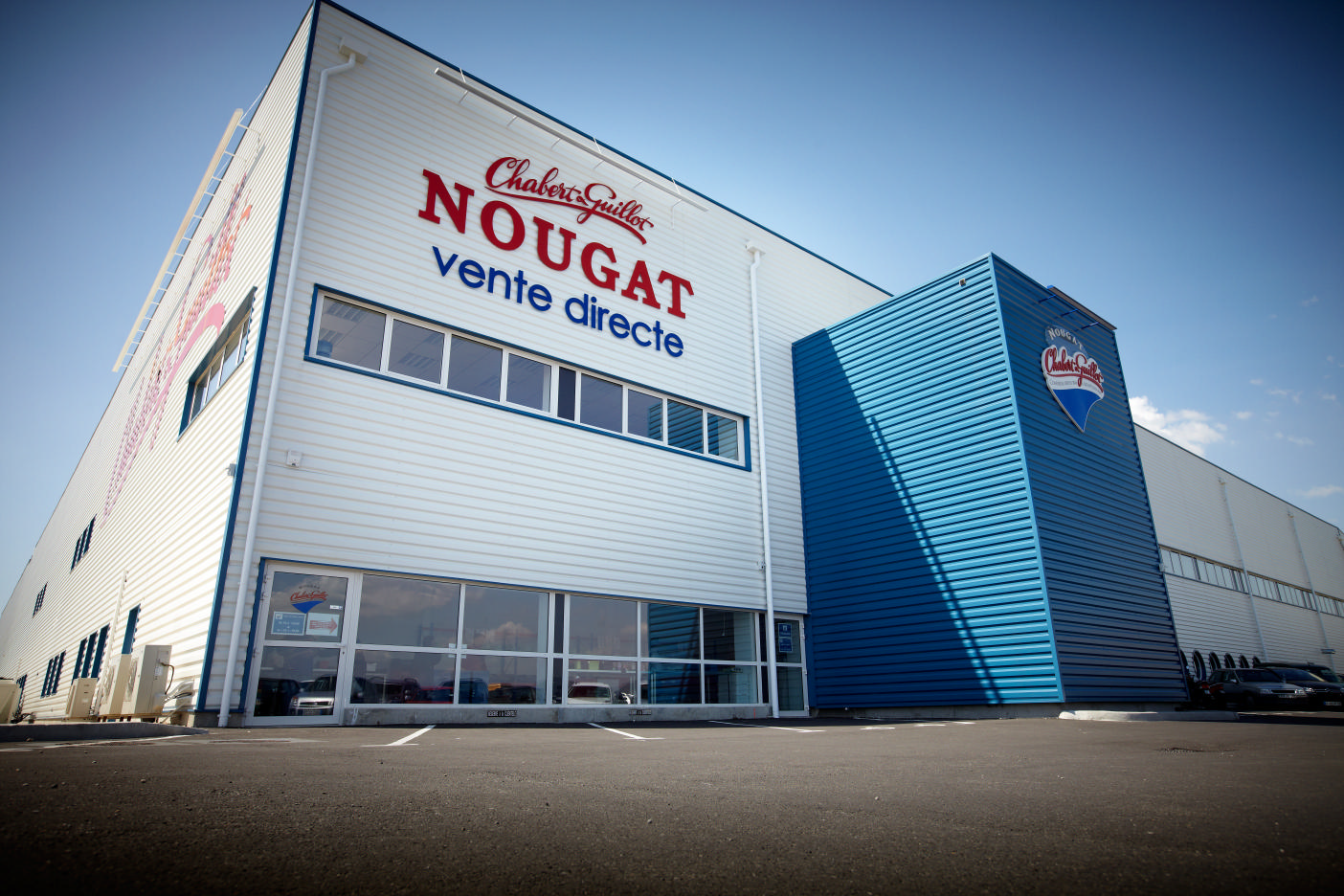
Fábrica construida en 2009. El aspecto de arquitectura industrial viene por el bardage (revestimiento del muro exterior),[14] muy presente desde los años 1960.
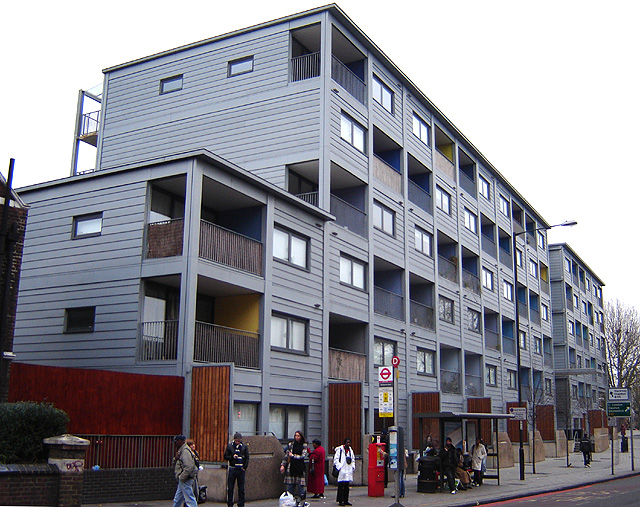
Hábitat modular prefabricado, Londres, 2005. Tipología muy utilizada desde los años 1970.
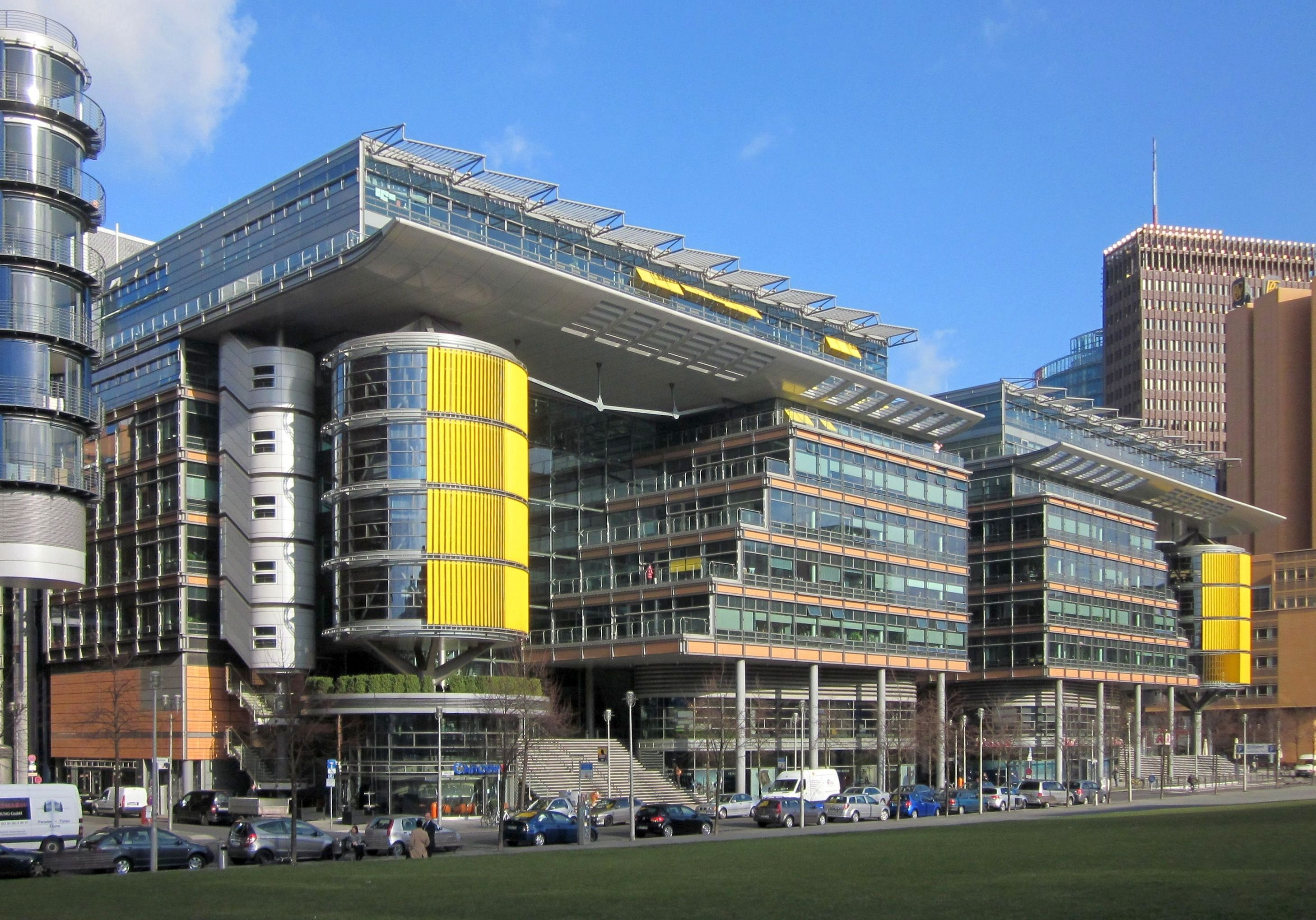
Centro comercial Tiergarten Potsdamer Platz, Berlín, Richard Rogers, 1998.

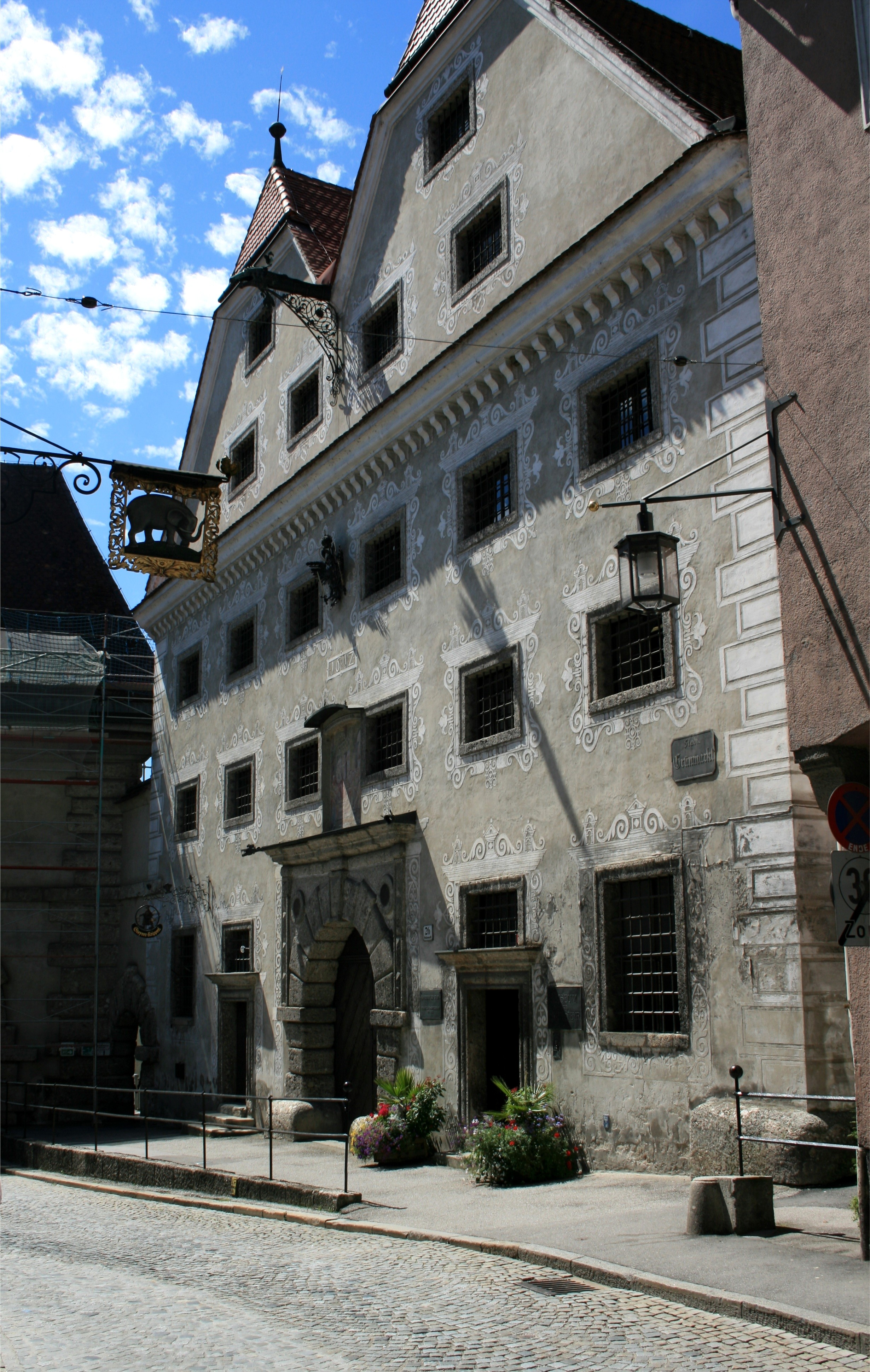
Innerberger Hauptgewerkschaft, manufactura siderúrgica fundada en 1625 (Steyr, Austria).

### España

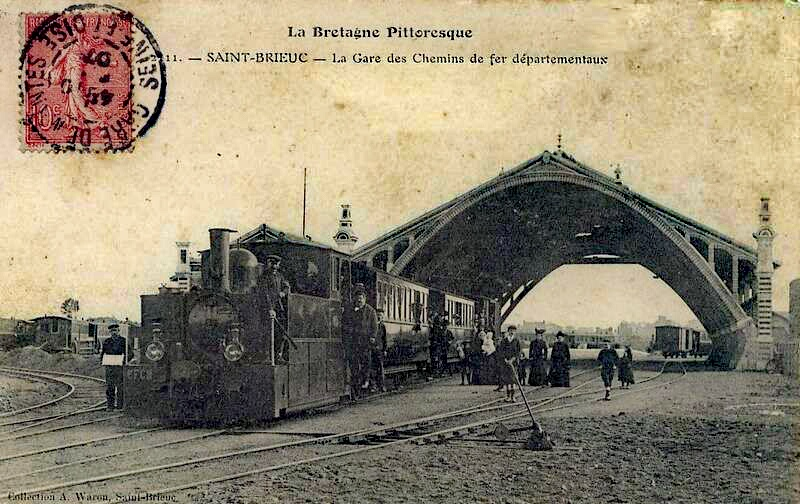
Estación central en Saint-Brieuc de Chemins de Fer des Côtes-du-Nord (Ateliers de Construction du Nord de la France -ANF-).

### Francia

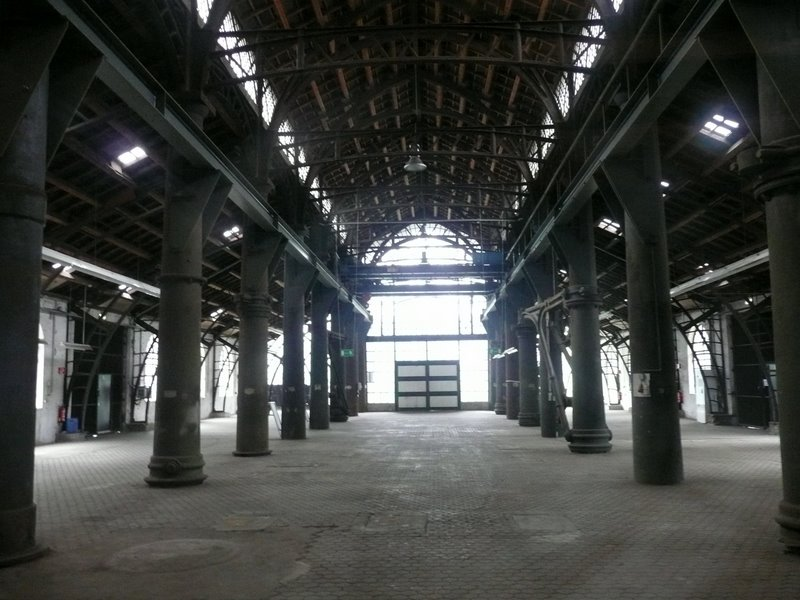
Sayner Hütte (Sayn, Renania-Palatinado).

### Alemania

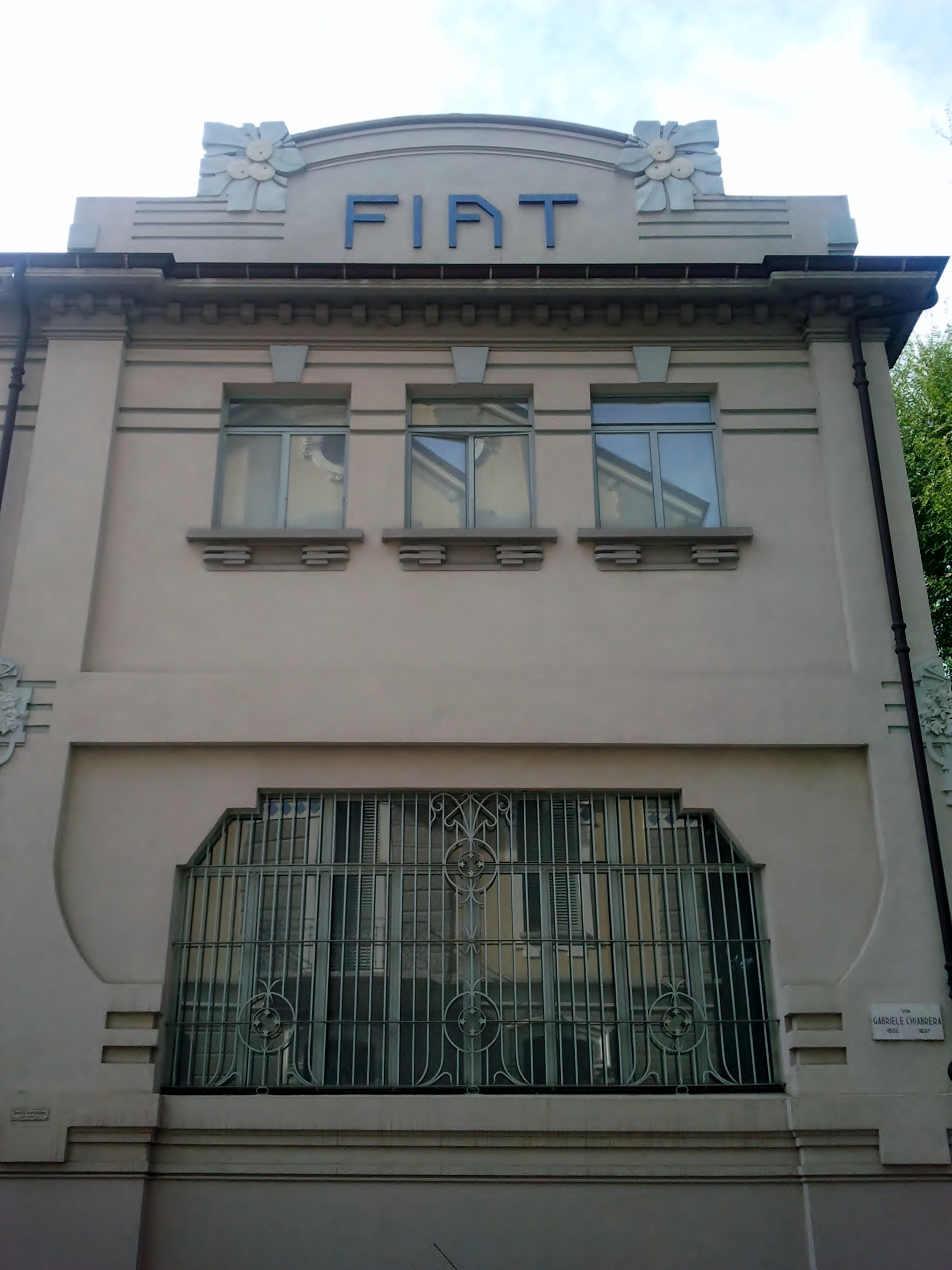
Centro Storico Fiat, planta de Corso Dante, Turín, 1907.

### Países Bajos

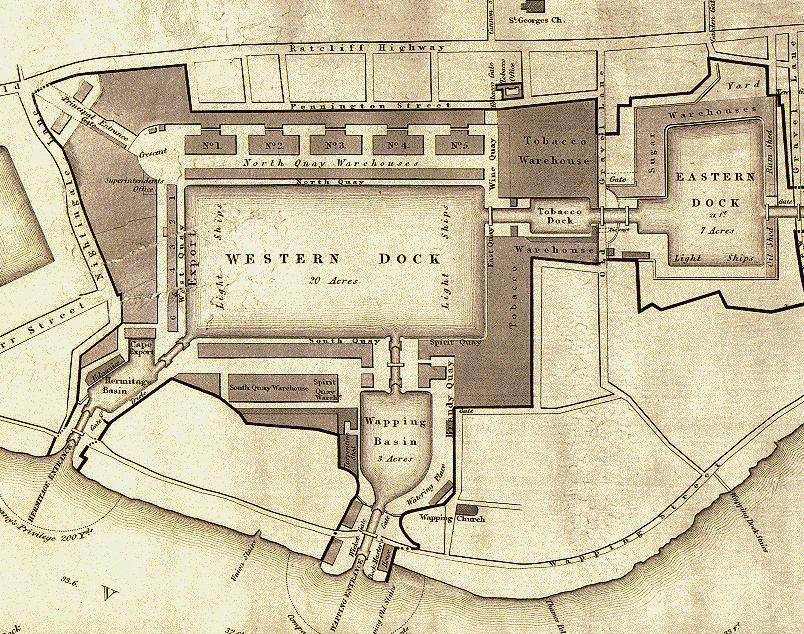
Plano de los Docks de Londres, 1831.

### Estados Unidos

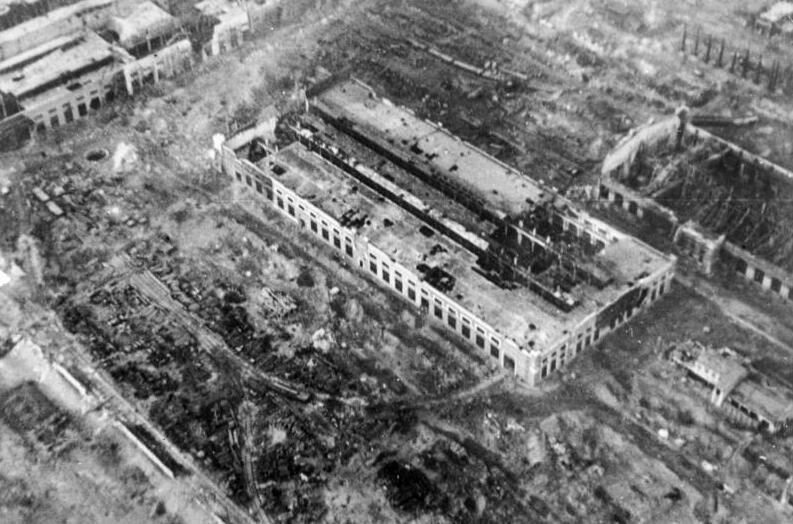
Fábrica de Stalingrado bombardeada en 1942.

### Rusia y antigua Unión Soviética

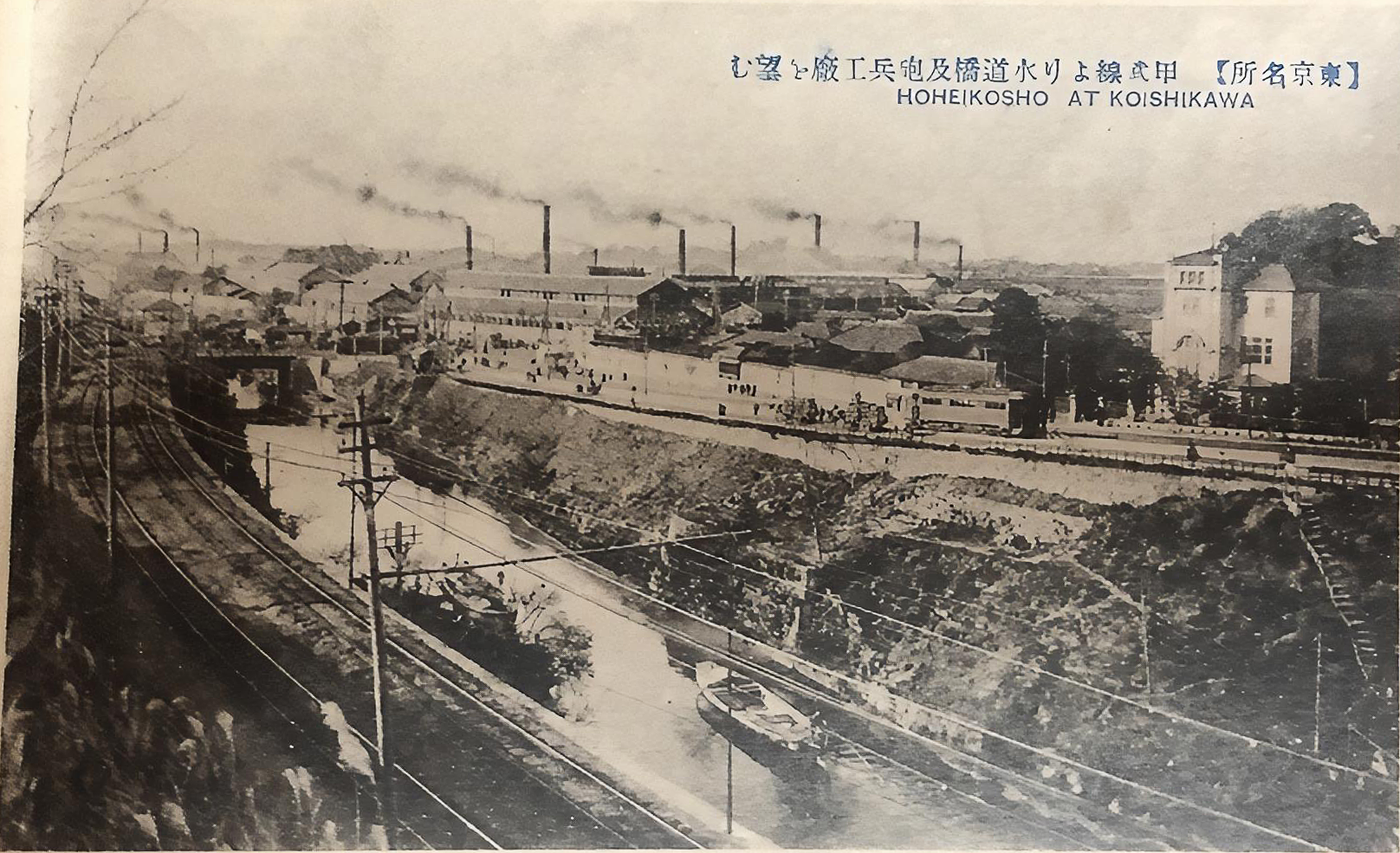
Arsenal Koishikawa, 1920.

### Australia

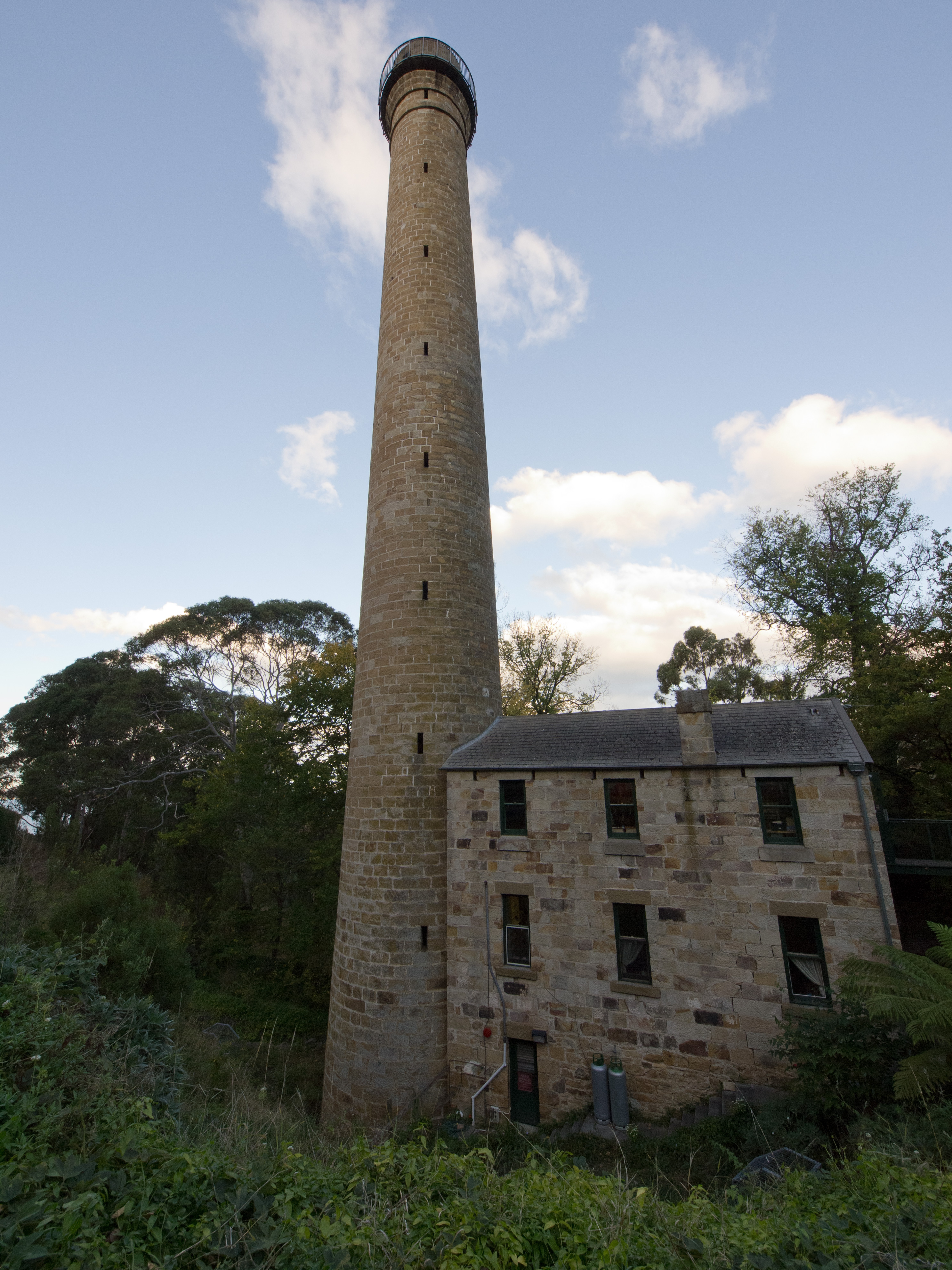
Torre de plomo de Taroona, Tasmania (Joseph Moir, 1870).

### Chile

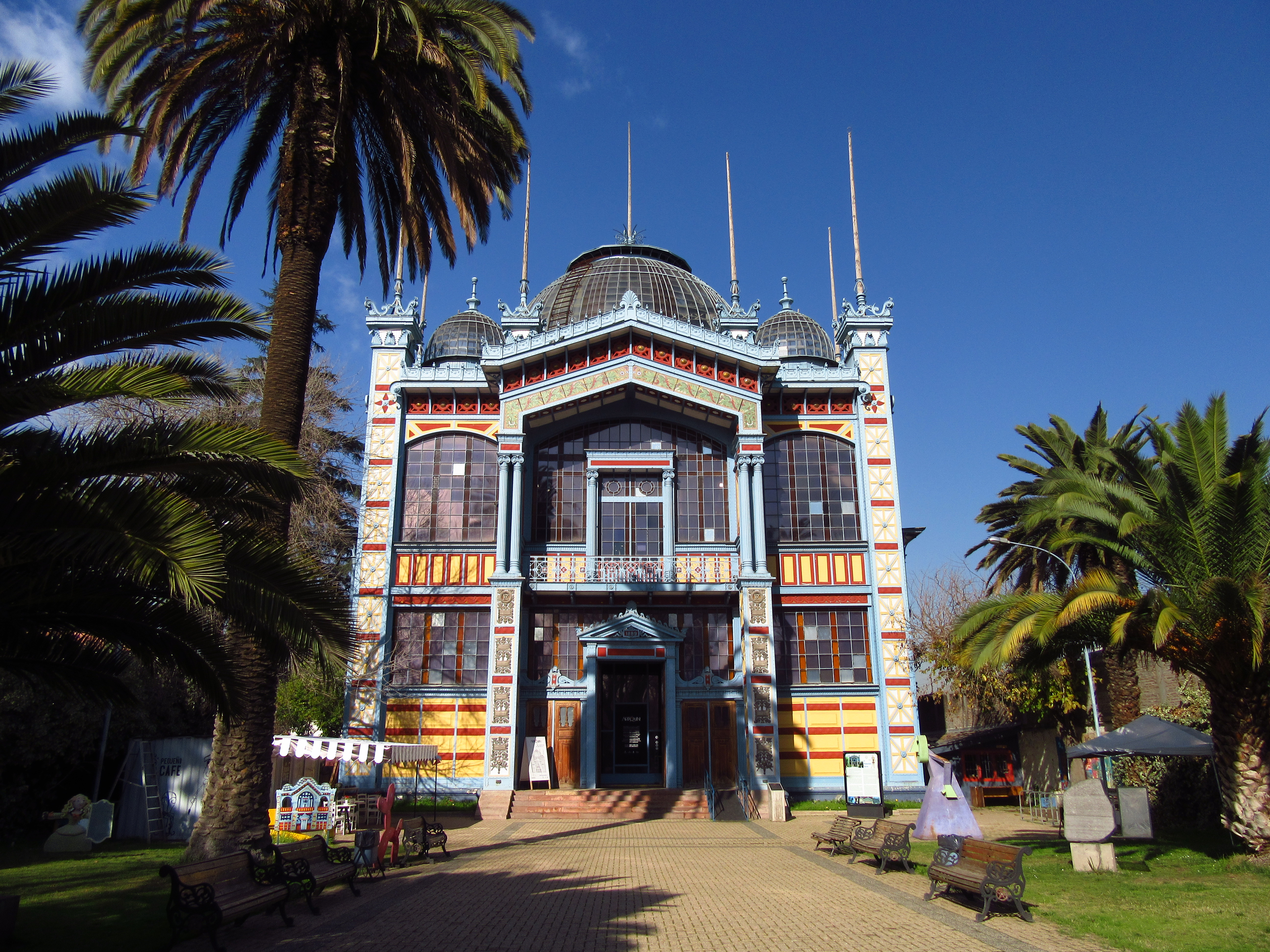
Pabellón París, Santiago, Chile, (Rearmado en 1894).

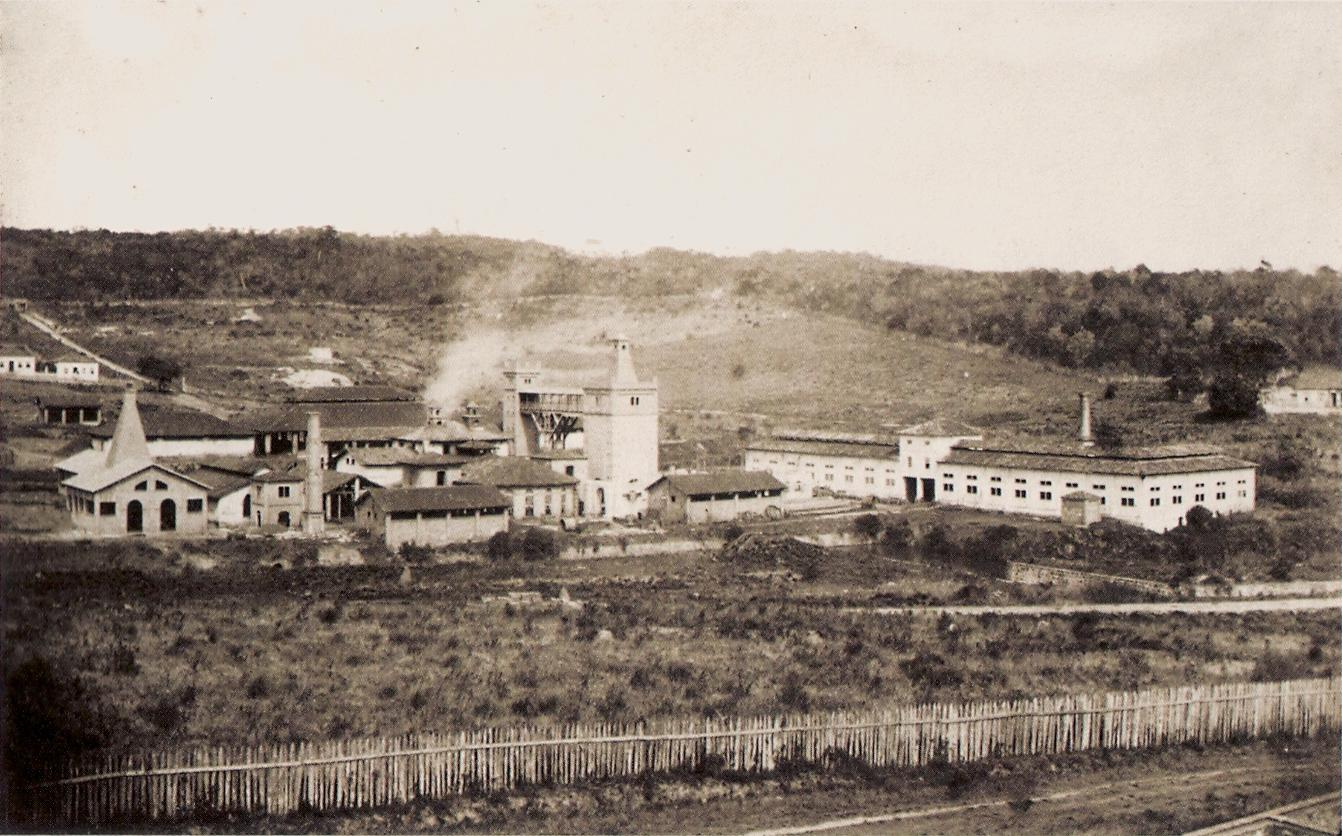
Fábrica de Ferro de São João de Ipanema en Sorocaba (Brasil), 1884.

### Brasil

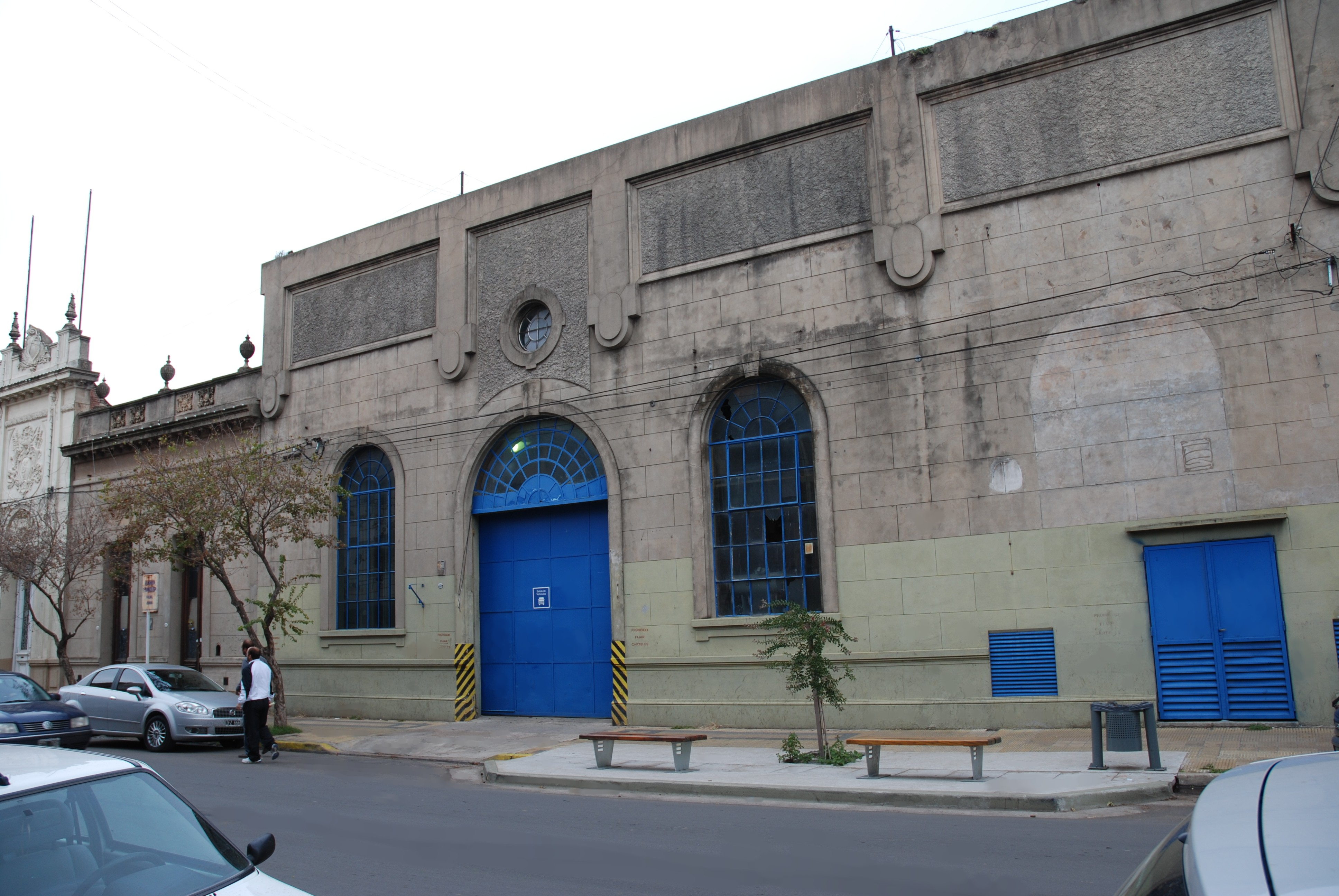
Usina eléctrica de Junín.

### Argentina

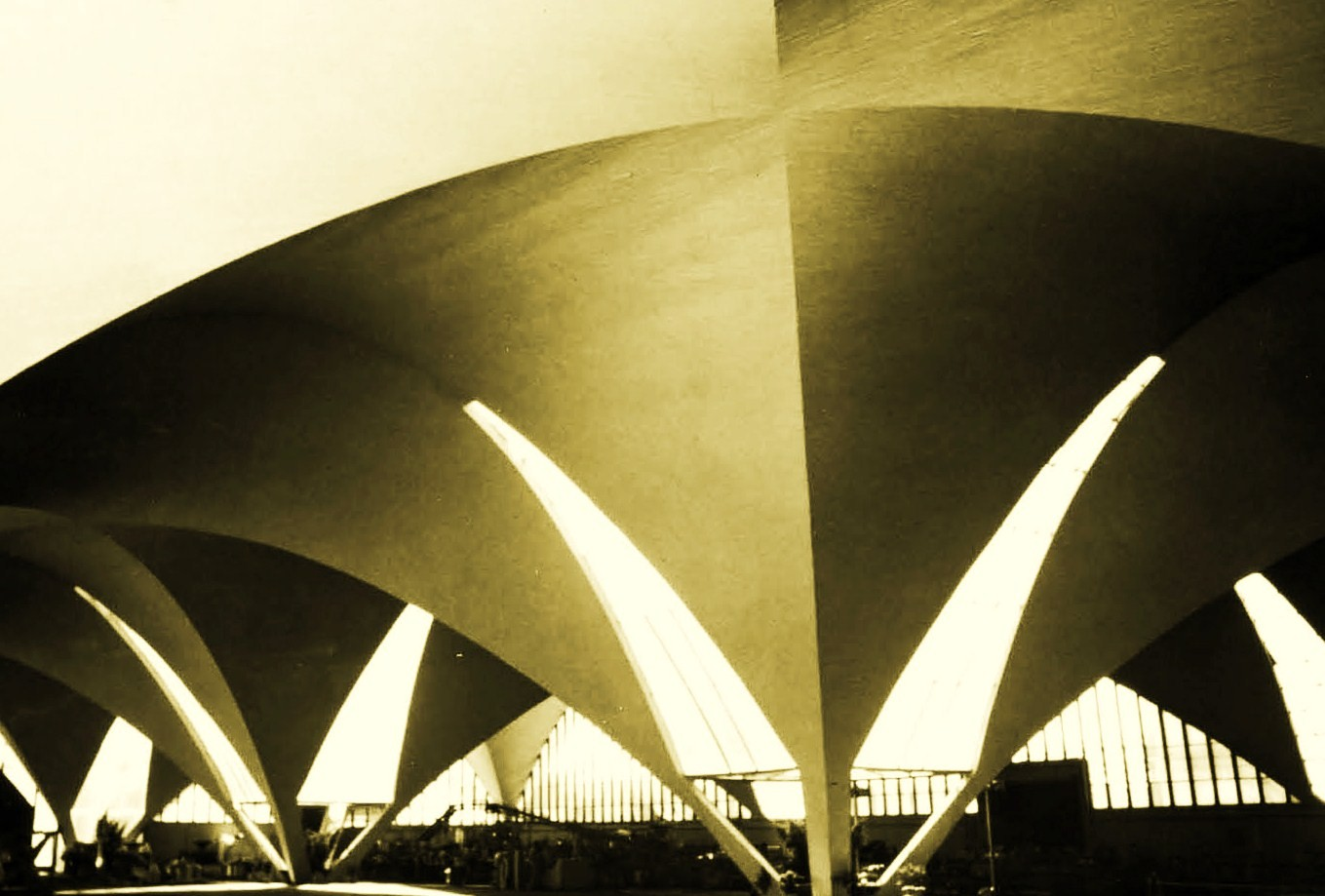
Planta embotelladora de Bacardí en Tultitlán (México), Mies van der Rohe y Félix Candela, 1957-1961.

### México

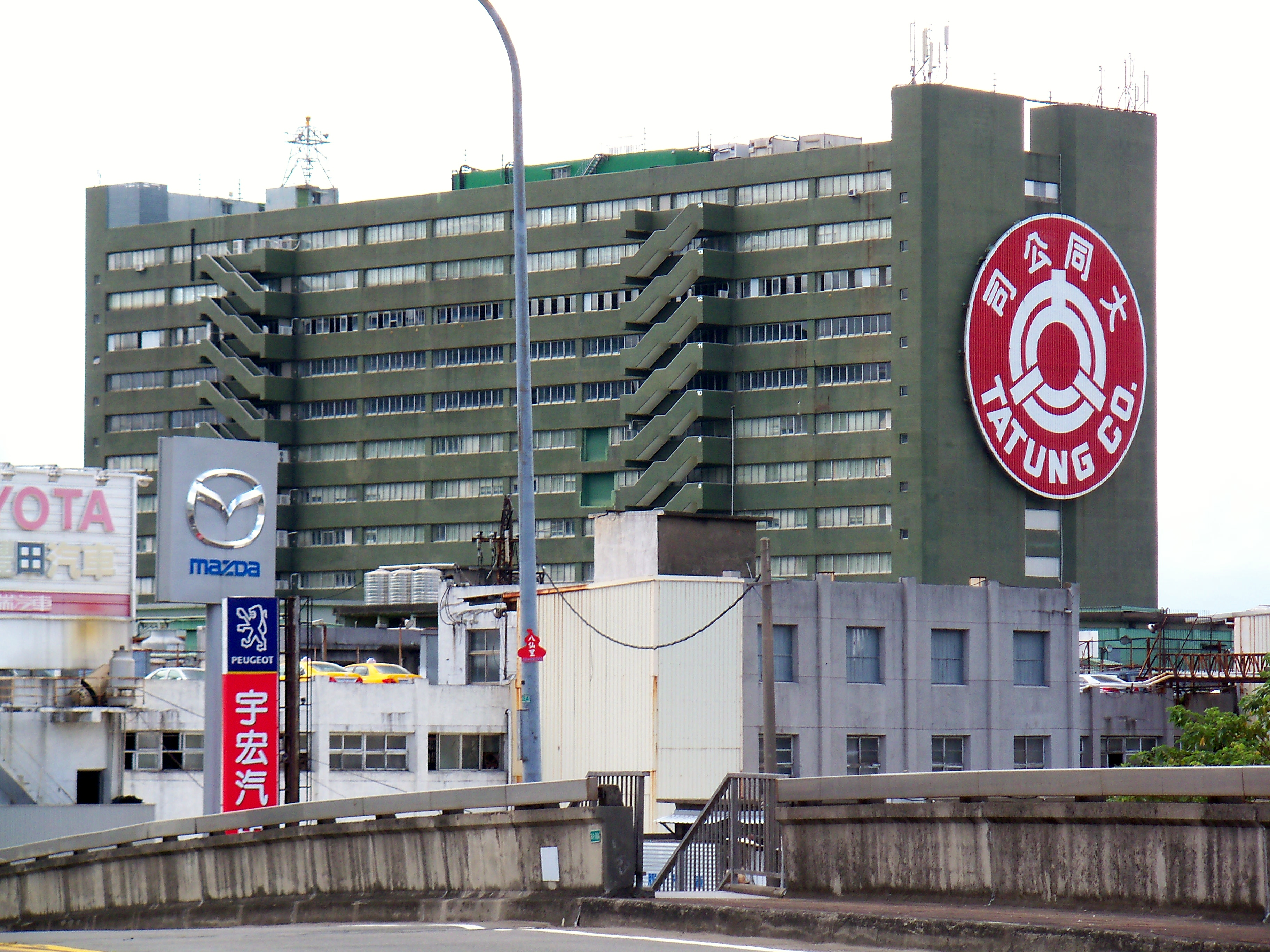
Factoría Tatung.